# ゆたんぽのとなり
『ゆたんぽのとなり』は、吉谷やしよによる日本の4コマ漫画作品。『まんがタイムスペシャル』（芳文社）にて、2007年2月号 - 4月号にゲスト掲載後、同年8月号 - 2010年1月号まで連載された。
連載された芳文社からは単行本が出なかったが、連載内容を作者自身の手で纏めた単行本が同人誌という形で出された。
2011年冬に前半である「ゆたんぽのとなり 左」、2012年冬に後半である「ゆたんぽのとなり 右」が出ている。

## 作品概要
超が付く貧乏兄妹渡辺祐二と和実。その隣に引っ越してきた超が付く箱入り娘柚由たんぽぽ、通称ゆたんぽ
。
両者の両極端な生活事情と世間とのズレをコミカルに描いた御近所コメディ。
作者の他の作品の様なバイオレンスな表現は無く、タイトルの様な温かいエピソードと両極端な金銭感覚を描いた作品。

## 登場人物
柚由 たんぽぽ（ゆずゆ たんぽぽ）
年商数十兆の世界的な大企業の箱入り娘。通称「ゆたんぽ」。
現在は渡辺家の隣に豪邸を建てて一人暮らし中。
あまりにも箱入り娘のため世間の事をほとんど知らず、金銭感覚も大きくズレてしまっている。
ただし、渡辺家の影響か作中で庶民化してきている面も時々見られる。
中身は純真無垢な子供の様で、疑う事を知らない危なっかしい性格。それでいて不思議と周囲の人間を知らないうちに味方にしてしまう。
また、常識はずれな幸運の持ち主でもある。
その言動の全てが世間とズレてしまっているため本作のネタの多くは彼女を中心としたものだが、渡辺兄妹の常識を超えた貧乏っぷりがネタとなる時はツッコミをこなす事もある。
渡辺 祐二（わたなべ ゆうじ）
ゆたんぽのお隣さんで大学生。
「清貧」という言葉を遥かに凌駕した節約生活を送る程の超貧乏。
常に金銭に困ってはいるが、初対面で親切にしてもらったゆたんぽが差し出した小切手を拒否するなど金銭以上に常識や人付き合いを大切にしている。
非常に器用で、いくつものアルバイトを掛け持ちしている事もあって大抵の事は何でも出来る。スポーツも万能。
特に釣りの腕前はカツオ漁の本職が泣いてしまうほど。
器用なだけでなく知識や常識にも長けているため、本作の解説役でもある。
その一方でそれらがほとんどお金にならない事から「器用貧乏」と称される。
また、常識はずれなゆたんぽの幸運を無効化させるほどの不幸の持ち主。
加えて長い貧乏暮らしのため高級なものに触れると胃にダメージを負ってしまい、吐血することも珍しくない。
両親は登場しないが存命。渡辺家が貧乏な原因である借金を現在も増加させ続けている様子。
渡辺 和実（わたなべ かずみ）
祐二の妹で重度のブラコン。それと同じくらい現金主義の小学生。クラスメイトからは「かずみん」と呼ばれている。
当初はゆたんぽの事も兄をたぶらかす可能性から敵視していたものの、彼女の人柄に触れてすっかり仲良くなっている。
生まれた頃より貧乏なためか家事や節約術が体に染みついており、それをゆたんぽに教えることもある。
渡辺 ポン（わたなべ ぽん）
渡辺家の犬。種類はパグ。「右」の時点で3歳。
人の言っていることが分かっているような節があると共に、ゆたんぽや渡辺兄妹を陰になり日向になりサポートしている様子。
特に、食べた物を後でそのまま口から出す事が出来、集めた食べ物の8割が渡辺家の食事になっている。
柚由カンパニーが出資している「巣立自然牧場」で牧羊犬としても働いている。
秋田 真知（あきた まち）
ゆたんぽや祐二らと同じ大学に通う秋田財閥のお嬢様。
「左」P47にて「今年入学」とある事から1回生と思われる。
大学内など普段は猫を被っているがゆたんぽや祐二と絡むと被害に遭ったり地が出てしまったりする本作の被害者。
自称ゆたんぽのライバルではあるがおだてに乗りやすく、ゆたんぽの純真さも相まって祐二同様にゆたんぽの保護者役の様な立ち位置の事も多い。
友達はほとんどいない様子。
望月 敬介（もちづき けいすけ）
祐二とは高校からの腐れ縁の大学生。
作中のメインキャラの中では唯一の標準的な金銭感覚の持ち主。
ゆたんぽの事が好き。